# 西蒙·贝宁
西蒙·贝宁（英語：Simon Bening, 1483年—1561年），文艺复兴时期欧洲艺术家。桑德斯·贝宁之子，也是弗兰德尔插图画家。格里米亚的祈祷书插图（现藏纽约皮儿庞特·摩根图书馆）是其非常杰出的作品。